# Deinopis longipes
La araña cara de ogro (Deinopis longipes), es un arácnido de la familia Deinopidae, del orden Araneae. Esta especie fue descrita por F. O. Pickard-Cambridge en 1902. El nombre específico longipes proviene de la composición de las palabras longus (“largo”) más pēs (“pie”) y hace alusión a lo largo y frágil de sus patas.

## Descripción
La especie Deinopis longipes recibe su característico nombre de “cara de ogro” debido a lo conspicuo del clípeo, donde destacan un par de tubérculos oculares frontales notables que son mucho más desarrollados que otras especies de arácnidos, los cuales son utilizados al momento de cazar. Su visión nocturna está mucho más potenciada que otros animales nocturnos. No poseen aparatos de audición, pero sus patas poseen receptores que le permiten detectar vibraciones de ondas de sonido de su entorno.
Otro de los nombres comunes de las arañas de este género es “lanzadoras de red” debido a su particular método de caza, que involucra el uso de una red de seda, la cual es arrojada a las presas a una distancia de casi 2 m.
La coloración de los especímenes en alcohol es como sigue: el carapacho presenta un color general marrón amarillento; con una franja mediana estrecha más oscura y una franja dorsolateral bastante ancha y aún más oscura en cada lado; se aprecian sedas plumosas color blanco que se extienden entre el PLE hasta el PME. El esternón es amarillento, con un borde marrón muy irregular estrecho, además de varios parches subquitinosos blanquecinos irregulares. Las patas son amarillentas con pequeños puntos negros débilmente dispersados; las coxas se aprecian manchadas de negro ventralmente; el opistosoma es marrón claro dorsal y lateralmente; con una raya dorsal más oscura, mediana; los lados laterales poseen varias franjas longitudinales alternas, claras y oscuras; en la parte ventral se aprecia una franja mediana bastante ancha, parduzca, abigarrada y muchas manchas pequeñas, blanquecinas, subquitinosas e irregulares a cada lado de la franja mediana más oscura.

## Distribución y hábitat
Esta especie distribuye desde México hasta Panamá. Es una araña de ambiente terrestre que es común encontrar en arbustos bajos, entre hojas o cercanas al suelo.

## Estado de conservación
No se encuentra dentro de ninguna categoría de riesgo en las normas nacionales o internacionales.